# Bolognetta (stacja metra)
Bolognetta – stacja na linii C metra rzymskiego. Stacja znajduje się w dzielnicy Finocchio, na skrzyżowaniu via Bolognetta i via Motta Camastra.

## Historia
Budowa wystartowała w lipcu 2008. Stacja została otwarta 9 listopada 2014 roku.